# 賽亞埃斯塔赫村
賽亞埃斯塔赫村（波斯語：سياه استخر），是伊朗吉兰省阿姆拉什县兰库区索馬姆鄉的一个村。2006年人口普查顯示該村人口为55人，分佈在16个家庭中。